# Мак-Гроу, Элоиза Джарвис
Элоиза Джарвис Мак-Гроу (англ. Eloise Jarvis McGraw, урождённая Гамильтон; 1915—2000) — американская писательница.

## Биография
Родилась в Хьюстоне (Техас), писала преимущественно книги для детей и исторические произведения. Была замужем за Уильямом Корбином Мак-Гроу (умер в 1999 году), в браке у них было двое детей — Питер и Лорен. Неоднократно удостаивалась национальных литературных премий и наград — в частности, трижды была награждена медалью Джона Ньюбери за произведения «Moccasin Trail» (1952), «Золотой кубок» (1962), «Moorchild» (1997). Её роман «Действительно странное лето» (1977) завоевал в 1978 году премию Эдгара По в номинации «лучший рассказ для подростков». Произведение «Moccasin Trail» было также удостоено «Полки Льюиса Кэрролла» в 1963 году. Действие её романов «Мара, дочь Нила» (1953) и «Фараон» (1958, в русском переводе «Хатшепсут: Дочь солнца») происходит в Древнем Египте времён женщины-фараона Хатшепсут.
Э.Мак-Гроу также написала несколько сказок о стране Оз, продолжая цикл, начатый Л. Ф. Баумом. В соавторстве с дочерью — художником-графиком Лорен Линн Мак-Гроу (в замужестве — Вагнер), она написала «Карусель в Стране Оз» («Merry Go Round in Oz»,1963) — последнюю книгу цикла, выпущенную издателем Баума — и «Запретный фонтан из страны Оз» («The Forbidden Fountain of Oz», 1980). Фактически эти книги написаны самой Элоизой, но она сочла, что вклад Лорен в их написание был достаточным, чтобы представить Лорен в качестве соавтора. Последнюю свою книгу, посвящённую стране Оз — «Рундельстоун из Страны Оз» («The Rundelstone of Oz», 2000) — Элоиза Мак-Гроу написала самостоятельно.
Последние годы жизни Э.Мак-Гроу прожила в Портленде, где и скончалась в 2000.